# Lillestrøm Sportsklubb Kvinner
Cet article concerne un club de football féminin. Pour le club de football masculin, voir Lillestrøm Sportsklubb.
Maillots
Actualités
Le Lillestrøm Sportsklubb Kvinner est un club norvégien de football basé à Lillestrøm.

## Histoire
Le Setskog/Høland FK est un club norvégien de football féminin et fondé le 10 octobre 1989 de la fusion des sections féminines du Setskog IF et du Høland IL. Le club est basé à Bjørkelangen jusqu'en 2001 où il se délocalise à Strømmen et prend donc le nom de Team Strømmen FK.
En 2010, le club se renomme LSK Kvinner, avec l'objectif de se rapprocher du Lillestrøm SK.
En 2022, l'assemblée générale du Lillestrøm SK vote contre la fusion avec les LSK Kvinner.

## Palmarès
- Championnat de Norvège

Logo du Team Strømmen FK

  - Champion : 2012, 2014, 2015, 2016, 2017, 2018 et 2019.
  - Vice-champion : 1992, 1995, 2005, 2008, 2009 et 2013

- Coupe de Norvège
  - Vainqueur : 1992, 2014, 2015, 2016, 2018 et 2019
  - Finaliste : 2005, 2008 et 2009

## Parcours en Coupe d'Europe
| Saison    | Tour           | Adversaire          | Aller | Retour          | Score total |
| --------- | -------------- | ------------------- | ----- | --------------- | ----------- |
| 2013-2014 | 1/16 finale    | LBFC Malmö          | 1 - 3 | 5 - 0           | 1 - 7       |
| 2015-2016 | 1/16 finale    | FC Zürich Frauen    | 1 - 0 | 1 - 1           | 2 - 1       |
| 2015-2016 | 1/8 finale     | 1. FFC Francfort    | 0 - 2 | 0 - 2 5 - 4 tab | 2 - 2       |
| 2016-2017 | 1/16 finale    | Paris Saint-Germain | 3 - 1 | 1 - 4           | 4 - 5       |
| 2017-2018 | 1/16 finale    | Brøndby IF          | 0- 0  | 1 - 3           | 3 - 1       |
| 2017-2018 | 1/8 finale     | Manchester City     | 0 - 5 | 2 - 1           | 1 - 7       |
| 2018-2019 | 1/16 finale    | Zvezda 2005         | 3 - 0 | 0 - 1           | 4 - 0       |
| 2018-2019 | 1/8 finale     | Brøndby IF          | 1 - 1 | 0 - 2           | 3 - 1       |
| 2018-2019 | 1/4 finale     | FC Barcelone        | 3 - 0 | 0 - 1           | 4 - 0       |
| 2019-2020 | Qualifications | Linfield LFC        | 4 - 0 | 4 - 0           | 4 - 0       |
| 2019-2020 | Qualifications | RSC Anderlecht      | 2 - 3 | 2 - 3           | 2 - 3       |
| 2019-2020 | Qualifications | PAOK Salonique      | 0 - 1 | 0 - 1           | 0 - 1       |
| 2020-2021 | 1/16 finale    | FK Minsk            | 0 - 2 | 0 - 1           | 2 - 1       |
| 2020-2021 | 1/8 finale     | VfL Wolfsburg       | 2 - 0 | 0 - 2           | 0 - 4       |